# James Nolan Mason
James Nolan Mason (25 de juliol de 1952) és un neonazi nord-americà. Mason és un ideòleg de la Divisió Atomwaffen, una organització terrorista neonazi. Després de créixer desil·lusionat amb l'enfocament del moviment de masses dels moviments neonazis, va començar a advocar per una revolució supremacista blanca a través del terrorisme. Va ser conegut com el "Padrí del terrorisme feixista" al Fair Observer. Ha estat condemnat per agressions i delictes d'armes, així com per explotació sexual i tinença d'imatges pornogràfiques pedòfiles d'un menor. El 2021, Mason va ser una de les dues úniques persones sancionades pel govern canadenc a la seva llista d'entitats relacionades amb el terrorisme.

## Vida primerenca i activisme

Logotip de l'Ordre Universal.

Mason va créixer a Chillicothe, Ohio. A Siege, Mason va explicar haver estat interessat per la política des de jove, i va descriure com el seu pare el va portar una vegada a un míting de Richard Nixon el 1960. Continuaria donant suport als principals polítics conservadors com Barry Goldwater i, finalment, als populistes com George Wallace. Mason va descriure-ho com l'últim moment que va donar suport als partits polítics principals. El 1966, quan tenia 14 anys, es va unir al moviment juvenil del Partit Nazi Americà (ANP) de George Lincoln Rockwell. El 1968, quan tenia 16 anys, Mason va planejar assassinar el director i altres membres del personal de la seva escola secundària. En canvi, seguint el consell de William Luther Pierce, va deixar l'escola i va començar a treballar a la seu de l'ANP a Virgínia.
Després de l'assassinat de Rockwell el 1967, Mason es va alinear amb el Partit Nacional Socialista del Poble Blanc (NSWPP) i el Front d'Alliberament Nacional Socialista (NSLF) de Joseph Tommasi. Mason va ser un dels membres més joves del Partit Nazi americà el 1966, inspirant-se en el lideratge de George Lincoln Rockwell. El 1970, als 18 anys, Mason es va convertir en membre de ple dret del NSWPP i va tornar a Chillicothe.
A principis de la dècada de 1980, Mason va començar a contactar amb Sandra Good i Lynette Fromme, dos seguidors de Charles Manson. L'any 1982, Mason va fundar, juntament amb Manson, l'Ordre Universal, una organització que fomentava el terror públic, semblant a l'aconseguit per la família Manson. En aquesta correspondència amb els associats de Manson, Mason va començar a venerar l'obra de Charles Manson. Aquesta obsessió es va inspirar en "l'intent de la família Manson d'iniciar una guerra racial que esperarien al desert; el racisme, l'antisemitisme i el seguiment femení del seu líder; i la seva popularitat entre els joves rebels, a qui Mason esperava reclutar". Manson també va dissenyar el logotip de l'Ordre Universal.

## Acusació penal i condemnes
El 1973, Mason i el seu company neonazi Greg Hurles van propagar gasos lacrimògens contra diversos adolescents negres a l'aparcament d'una Dairy Queen. Mason va ser condemnat per agressió i condemnat a sis mesos en una casa de treball de Cincinnati.
El 1988 i el 1991, la policia va assaltar la casa de Mason a Ohio i va confiscar fotos pornogràfiques d'una noia de 15 anys. El 1992, es va declarar culpable de dos càrrecs d'"ús il·legal d'un menor en material orientat a l'exhibició de la nuesa", pels quals va ser condemnat a una multa de 500 dòlars i una condemna suspesa.
El maig de 1994, Mason va ser arrestat i acusat de dos delictes d'explotació sexual d'un menor i dos de contribució a la delinqüència d'un menor. La relació amb la noia de 15 anys va començar després del seu llibre el 1993, i va estar connectat amb aquesta noia des del desembre de 1993, després d'haver conegut el seu pare a través de les seves afiliacions neonazis el 1977. La relació va acabar amb la detenció de Mason el març de 1994. Mason va amenaçar amb una arma de foc la seva exparella, que aleshores tenia 16 anys, i un home llatí amb qui ella havia sortit. Mason va arribar a un acord i va ser condemnat per possessió d'armes, càrrecs pels quals va ser condemnat a tres anys de presó abans de ser alliberat l'agost de 1999.

## Temps a la presó
Mentre estava a la presó, els seus escrits neonazis van continuar, centrats ara en el que es pot descriure com a "creences espirituals racistes ovni-cristianes" fins al 2004. Mason va ser publicat per la publicació Resistance a la primavera de 1995 mentre estava a la presó. Posteriorment, va escriure 24 articles per a WAR de 1995 a 1997, una organització neonazi fundada per Tom Metzger. Un dels partidaris de Mason finalment va crear un lloc web Universal Order per consolidar els seus escrits i mostrar-los a Internet el 1997.
Mason va explicar el seu temps a la presó de la següent manera: "Bàsicament, m'ho vaig passar bé perquè el sistema penitenciari de Colorado és un dels més avançats del país. Pots conèixer força gent interessant".

## Divisió Atomwaffen
Els escrits de Mason al butlletí Siege, que s'han recopilat en un llibre del mateix nom, s'han atribuït la formació d'una gran part de la base ideològica de la Divisió Atomwaffen. En una entrevista a Frontline, Mason va afirmar que els membres de la divisió d'Atomwaffen se'l van acostar que volien reclutar-lo com a assessor ideològic al qual s'obligava. Assegura que no té cap paper en l'orquestració de trames vinculades al grup, però alhora es nega a condemnar els atacs vinculats a ells. Més tard, Mason esmentaria en una entrevista separada amb MSNBC que els membres sovint li han revelat les seves intencions de cometre actes de violència, inclòs Sam Woodward, que després va ser acusat de l'assassinat de Blaze Bernstein.
El 14 de març de 2020, Mason va afirmar que la divisió Atomwaffen s'havia dissolt. No obstant això, es creia que el grup estava a punt de ser designat com una organització terrorista estrangera pel Departament d'Estat, i la Lliga Antidifamació va concloure que "la mesura està dissenyada per donar aire als membres més que acabar amb les seves activitats militants". Segons SITE Intelligence Group, Atomwaffen i les seves branques romanen clandestinament actius.
També se sap que Mason va rebre admiradors estrangers a la seva casa de Denver, inclosos membres del moviment de resistència nòrdica, una organització terrorista finlandesa proscrita i el col·lectiu musical neonazi afiliat "Bolt of Ukko".

## Visions polítiques
Mason creu que els neonazis no poden prendre el poder mentre el govern nord-americà actual es mantingui al seu lloc, i ha defensat l'assassinat i la violència per crear el caos i l'anarquia, desestabilitzant així el govern. En la seva publicació Siege, Mason va argumentar que la mort del líder nazi nord-americà, George Lincoln Rockwell, va ser crucial en l'adopció de tàctiques de terror. Va afirmar que sense el lideratge de Rockwell, el nacionalsocialisme ja no podria funcionar com a partit polític legítim, fent del que ell descriu com a "tàctiques revolucionàries" l'única opció viable.
Mason considera que els terroristes Timothy McVeigh i James Fields Jr. són "herois" i promulga teories de conspiració antisemites. Va expressar que l'elecció de Donald Trump li va donar esperança, i va comentar que "per tornar a fer que Amèrica sigui gran, l'has de tornar a fer blanca".

## Obra escrita
Els escrits de Mason es consideren influents entre els moviments de dreta radical i neonazis. Entre 1978 i 1980, va treballar amb el NSWPP i va editar The Stormer, el seu butlletí.
El 1980, Mason es va fer càrrec de la redacció de Siege, el butlletí de la NSLF. Va continuar publicant fins al 1986. En el butlletí, Mason va rendir homenatge a Adolf Hitler, Joseph Tommasi, Charles Manson i Savitri Devi, i va defensar atacs i assassinats aleatoris per tal de desestabilitzar la societat. El 1992, els butlletins van ser editats i publicats en forma de llibre com Siege: The Collected Writings of James Mason per Michael Jenkins Moynihan. El llibre va adquirir un seguiment neonazi i ara és una lectura obligatòria per als iniciats de la Divisió Atomwaffen. Des de l'agost de 2023, Siege està prohibit a la Federació Russa com a material extremista.
L'any 2000, va publicar The Theocrat, una comparació de passatges i passatges de la Bíblia amb Mein Kampf.

## Designació com a terrorista
El 25 de juny de 2021, Mason es va afegir a les entitats designades com a terroristes pel Canadà. Mason és només el segon individu que s'afegeix específicament a la llista.